# 可愛未来
可愛 未来（かわい みき、1986年11月27日 - ）は、東京都出身の女優・タレント
現在は、Instagramにてインスタグラマー。
名前はみきにゃん
として活動している。
cafedeparis、アイスの実など様々なアンバサダーとしても活躍中。
twilight☆breeze
北千住cwave番組のメインパーソナリティ。

## 出演

### テレビドラマ
- 青と白で水色
- 負け組キックオフ（2002年10月4日、テレビ朝日）
- OL銭道（2003年、テレビ朝日）第5話ゲスト
- アキハバラ@DEEP（2006年、TBS）
- 歓迎!ダンジキ御一行様（日本テレビ）
- こちら本池上署（TBS）
- 銭形金太郎（テレビ朝日）
- ソロモン流(テレビ東京)

### テレビバラエティ
- アキハバラ!女と男の最新事情（TBS）
- ビューティーコロシアム（フジテレビ）再現VTR主人公の友達役
- 志村けんのバカ殿様（フジテレビ）
- スタ☆メン（フジテレビ・関西テレビ）
- テスト・ザ・ネイション2007 人間関係力テスト（テレビ朝日）
- 全力坂（2006年、テレビ朝日）
- やるヌキッ!（テレビ東京）
- アニメ530（テレビ東京）
- 元祖!でぶや（テレビ東京）
- 出没!アド街ック天国 阿佐ヶ谷編（テレビ東京）
- アイドル水着始め大会（スカパー!/エンタ!371）
- アイドル独断と偏見情報局（スカパー!/エンタ!371）
- アイドルマガジン マガドルTV（テレ玉）

## 雑誌
- FLASH EX（光文社）2005年10月25日発売
- FLASH EX（光文社）2006年2月24日発売メイド特集
- FLASH（光文社）
- もえるるぶ東京案内2006
- BUBUKA
- 日刊ゲンダイ2006年4月14日発売
- Berrys特別付録DVD 2006年7月21日発売
- 週刊ザ・テレビジョン2006年9月2日発売
- ヤングジャンプ制服コレクション
- ヤングマガジン
- Mst（竹書房）
- ＠失礼します（日刊ゲンダイ）
- おはよう奥さん（主婦の友社）
- I LOVE mama(インフォレスト)
- さくらぐみ（KKベストセラーズ）
- こどもチャレンジ（ベネッセ）
- KERA（インディックスコュミニケーションズ）

### インターネット
- ヤングマガジン　グラビアNET「MonthyFresh10」
- ゲッチャTV（HIPHOPS）
- impressTV
- あっ！とおどろく放送局レギュラー
- アイドル丼レギュラー
- アイドルcheck!　あっ!とおどろく放送局
- ニコニコ動画パチスロ番組・ギゅイーンレギュラー
- ひかり荘エッグアイドルレギュラー
- スターチャット
- ＠失礼します
- 女子アナ水着ニュース
- モバHO！ハッピーアワー
- 秋葉原アイドルチャンネル

### 携帯サイト
- エキゾチカ「コスプレ天国」「エキゾチカPDF」
- モバイル芸能ニュース情報サイト「日刊アイドルニュース」
- ＠失礼します

### ラジオ
- FM世田谷サウンドグリッターゲスト出演

### CM
- ステーキのどん

### 映画
- 1980（2003年、東京テアトル）
- スプリング☆デイズ（2007年）サヤカ役

## ビデオ・DVD
- 野水伊織 青空音色箱 〜おてんばアリスの冒険記〜（2006年、コアメディア）友情出演
- 全力坂

### その他
- 日刊ゲンダイ(2009年)
- Bodyline専属モデル(2007〜2009年)
- HitPopsマスコットキャラクター

- フォトスタジオCOLORS(2014年)

- liveアイドルイベント多数